# Скалп Левел (Пенсилванија)
Скалп Левел (енгл. Scalp Level) град је у америчкој савезној држави Пенсилванија.

## Демографија
По попису из 2010. године број становника је 778, што је 73 (-8,6%) становника мање него 2000. године.
| Група             | 2000.       | 2010.       |
| Белци             | 843 (99,1%) | 756 (97,2%) |
| Афроамериканци    | 2 (0,2%)    | 7 (0,9%)    |
| Азијати           | 0 (0,0%)    | 8 (1,0%)    |
| Хиспаноамериканци | 5 (0,6%)    | 2 (0,3%)    |
| Укупно            | 851         | 778         |